# Gribovski G-11
El Gribovski G-11 (Г-11) fue un planeador militar ligero soviético de la Segunda Guerra Mundial. 

## Historia
La Unión Soviética, fue el pionero mundial en el diseño de planeadores de transporte militar, siendo el primer diseño, el Grokhovski G-63, construido en 1932. Sin embargo, los planeadores de transporte, no fueron construidos en serie hasta después del inicio de la Segunda Guerra Mundial. Poco después de la invasión alemana de 1941, el centro de mando soviético, detectó la necesidad de planeadores de transporte, y ordenó el desarrolló de varios diseños. Vladimir Gribovski comenzó el diseño de un planeador ligero, y en dos meses, tenía un prototipo listo para realizar sus pruebas el 1 de septiembre de 1941.  fue inicialmente designado G-29 o Gr-29. Su aparente éxito, le hizo ser aceptado y se inició la producción en serie bajo la designación G-11 (por Gribowski, 11 hombres, incluido el piloto).
El G-11 fue producido desde finales de 1941 hasta mediados de 1942 en dos factorías: 138 fueron construidos en Shumerlya (factoría n.º 471) y 170 en Kozlovka (factoría n.º 494), con un total de 308 aparatos. La producción, se reactivó en 1944 en Riazán. Desde octubre de 1944 también fueron fabricados planeadores G-11U con control dual para el entrenamiento de los pilotos. El G-11 permaneció en producción hasta 1948. No hay datos de su producción total, estimándose una producción total de entre 500 y 600 planeadores.
En el verano de 1942 se probó una variante equipada con un motor auxiliar Shvetsov M-11, montado sobre el fuselaje, designada G-11M, y con posterioridad G-30, aunque esta no llegó a entrar en producción.

## Historial de combate
El G-11, junto al Antonov A-7  constituyó la principal fuerza de transporte en planeadores soviéticos. Fueron utilizados desde mediados de 1942 para suministrar a los partisanos soviéticos provisiones, armas, equipamientos y personal entrenado. Eran habitualmente remolcados por bombarderos SB o DB-3. Su uso más intensivo, se realizó desde marzo a noviembre de 1943 en Bielorrusia, en el área Polotsk-Begoml-Lepel, en el frente de Kalinin. Varios cientos de planeadores soviéticos de (todos los tipos) fueron utilizados en vuelos nocturnos de aprovisionamiento. Tras aterrizar, los planeadores, eran destruidos, y los pilotos, eran devueltos a sus bases por otras aeronaves. En abril de 1943 ocurrió el único despegue desde un campo de vuelo provisional partisano, cuando el famoso piloto de pruebas y piloto de planeadores Sergey Anokhin evacuó dos comandantes partisanos heridos (para el despegue, fue remolcado por un bombardero SB pilotado por Yuriy Zhelutov, con un cable de remolque de solo 10 m). 
Los planeadores, también fueron utilizados para suministrar en algunas áreas en 1944 y transportar tras las líneas grupos de sabotaje. LosG-11, también fueron utilizados a operaciones de transporte a pequeña escala, en la operación Dnepr, suministró armas antitanque  y morteros. 
Una acción menos habitual, fue el puente aéreo desde Moscú a Stalingrado en noviembre de 1942, para transportar rápidamente anticongelante para los radiadores de los tanques durante la batalla de Stalingrado. 
El G-11, fue un diseño exitoso de planeador ligero. Tenía más capacidad de carga que otros aparatos similares como el Antonov A-7, y su compartimiento de transporte, estaba mejor equipado para las cargas, aunque los cañones ligeros, solo podían transportarse por partes, debido a las portillas de pequeño tamaño.

## Descripción
Era un planeador de transporte de ala alta, totalmente construido en madera recubierta por madera contrachapada. La sección del fuselaje, era rectangular. El asiento del piloto, estaba en una cabina frontal, tras el, la cabina de transporte, no separada de la cabina, y de 3,24 m de longitud pos entre 1,25-1,36 m de anchura. Tenía dos puertas a ambos lados del fuselaje en la parte delantera de 1,2 x 0,7 m. Las series posteriores, tenían solo una con un ancho de 1,40 m en el lado izquierdo. Las tropas, se sentaban en unos bancos plegables a ambos lados del compartimento. Tenía dos pequeñas ventanas rectangulares a cada lado. Las alas, se dividían en tres partes y estaban equipadas con alerones para el aterrizaje. El tren de aterrizaje era fijo, pero podía ser doblado hacia atrás por el piloto para acortar el aterrizaje, entonces, el planeador, aterrizaba patinando sobre  la parte baja del fuselaje.

## Operadores
Unión Soviética
- Fuerza Aérea Soviética

## Especificaciones

### Características generales
- Tripulación: uno (piloto)
- Capacidad: 11 soldados (incluido el piloto) o carga
- Carga: 1.200 kg
- Longitud: 9,8 m
- Envergadura: 18 m
- Altura: 2,7 m
- Superficie alar: 30 m²
- Peso vacío: 1.200 kg
- Peso cargado: 2400 kg

### Rendimiento
- Velocidad máxima operativa (Vno): 280 km/h (remolcado), 150 nudos
- Velocidad crucero (Vc): 146 km/h, 78 nudos
- Carga alar: 83 kg/m²